# Кулушац
Кулушац — село в Лакском районе Дагестана. Центр сельского поселения «Сельсовет «Кулушацский»».

## Географическое положение
Расположено в 5 км к юго-западу от районного центра села Кумух.

## Население
| 1895 | 1926 | 1939 | 1970 | 1989 | 2002 | 2010 |
| ---- | ---- | ---- | ---- | ---- | ---- | ---- |
| 339  | ↘297 | ↗388 | ↘150 | ↘53  | ↗75  | ↘63  |
| 2021 |      |      |      |      |      |      |
| ↗116 |      |      |      |      |      |      |

## Инфраструктура
Действует начальная школа, сельская библиотека, фельдшерский пункт, отделение почтовой связи.

## Уроженцы
- Ризван Баширович Сулейманов — Герой Советского Союза
- Нуратдин Юсупов — детский поэт, лауреат Государственной премии РСФСР им. Крупской